# 미량분석
미량분석(Microanalysis)은 미량의 화학물질(일반적으로 10mg 또는 1ml 미만) 또는 물질의 매우 작은 표면(일반적으로 1cm2 미만)의 화학적 식별 및 정량 분석이다. 화학 원소 미세 분석의 선구자 중 한 명은 오스트리아 노벨상 수상자 프리츠 프레글이었다.

## 방식
- 대부분의 분광학 방식: 자외선 가시광선 분광법, 적외선 분광법, 핵자기 공명, 질량 분석법 등
- 대부분의 크로마토그래피 방식: 고성능 액체 크로마토그래피 등
- 전기영동
- 엑스선결정학

## 장점
일반 분석 방법과 비교하여 미세 분석은 다음과 같다.
- 화학 원소의 미세한 변화를 해결할 수 있다.
- 재료의 여러 상의 존재 및 분포를 식별하는 데 사용할 수 있다.
- 샘플 재료가 적게 필요하므로 미세한 개체에 대한 정보를 제공할 수 있다.

## 단점
- 소량 취급이 항상 간단한 것은 아니다.
- 더 높은 정확도의 계량이 필요하다(예: 정확한 저울 사용).
- 샘플 표면 준비는 측정 결과에 큰 영향을 미칠 수 있다.